# Kassina maculifer
Kassina maculifer är en groddjursart som först beskrevs av Ahl 1924.  Kassina maculifer ingår i släktet Kassina och familjen gräsgrodor. IUCN kategoriserar arten globalt som livskraftig. Inga underarter finns listade i Catalogue of Life.